# Volvo Trucks
Volvo Trucks è una compagnia svedese costruttrice di autocarri e veicoli industriali di proprietà del gruppo Volvo. Grazie ad essa e alla Renault Trucks, acquisita nel 2001, il gruppo Volvo si presenta tra i maggiori costruttori mondiali di autocarri.
Dal 2017 il gruppo cinese Geely è il primo azionista di Volvo Trucks.

## Storia

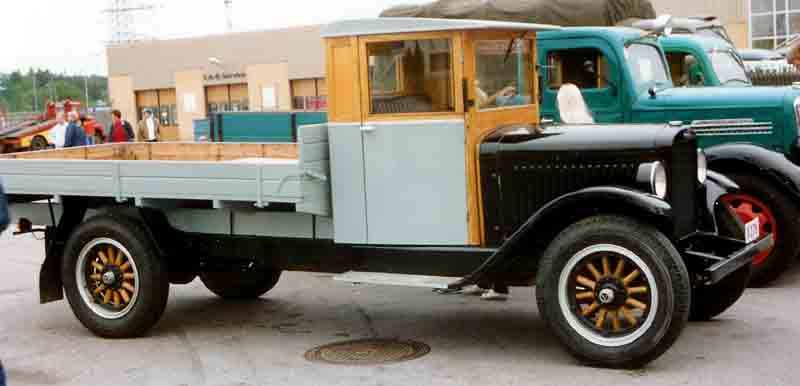
Autocarro Volvo del 1929

Il primo autocarro a esser uscito dagli stabilimenti Volvo risale al 1928, e aveva un motore a benzina da soli 2 litri e 28 cavalli.
Negli anni '30 iniziò la produzione di mezzi dotati di motore diesel che riscossero un immediato successo, rendendo velocemente la Volvo il maggior costruttore scandinavo.
La maggiore espansione avvenne però dopo la seconda guerra mondiale con una sempre maggiore presenza sui mercati internazionali e la produzione di veicoli moderni e sempre di maggiore portata.
Nel 1980 acquista la White Motor Company iniziando ad affacciarsi sul mercato statunitense.

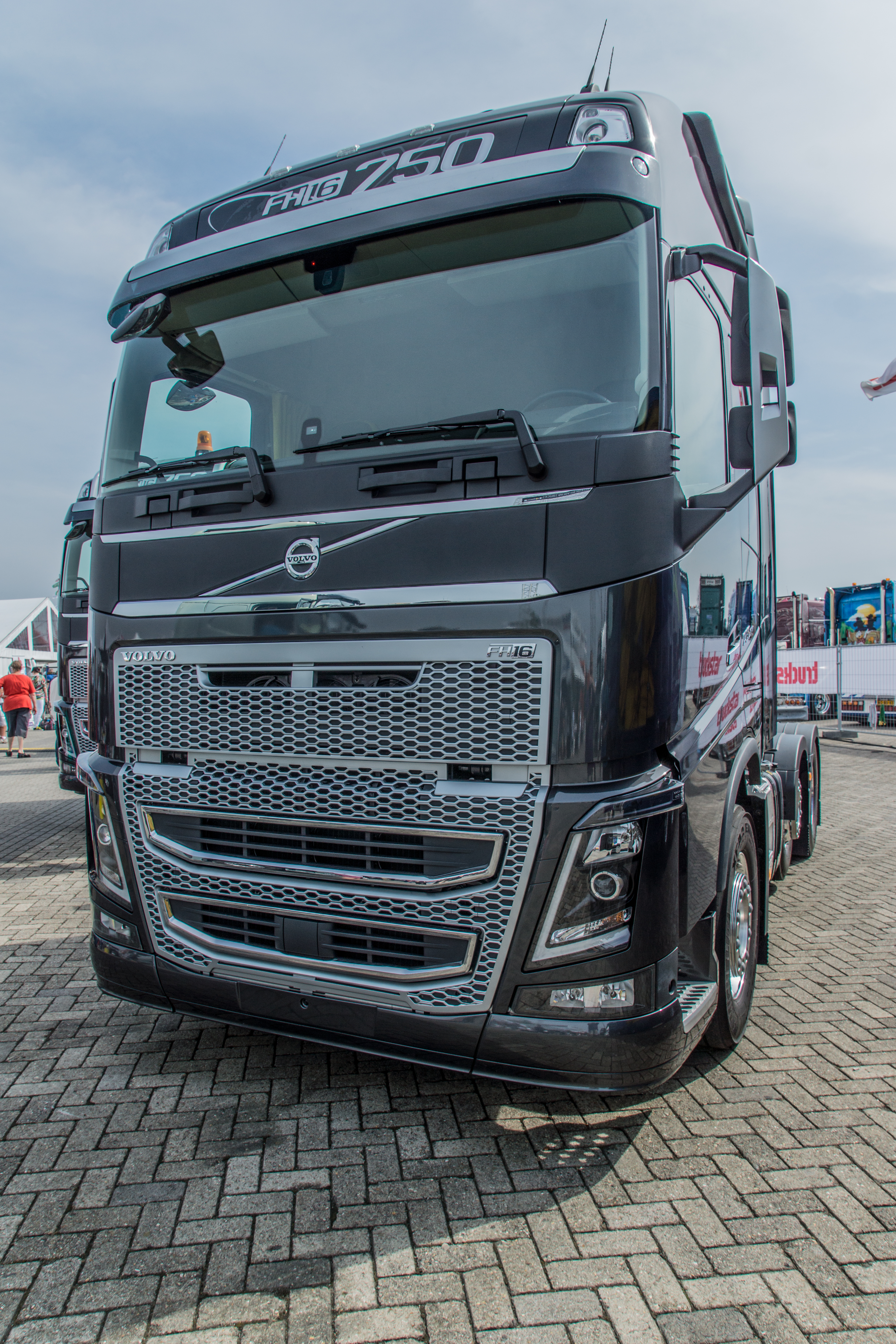
Volvo FH

## Siti produttivi
Le cabine Volvo sono prodotte nel nord della Svezia a Umeå e a Gand, in Belgio, mentre i motori sono fabbricati nella città centrale di Skövde. Tra alcuni stabilimenti più piccoli, Volvo ha stabilimenti di assemblaggio in Svezia (Göteborg – anche la sede centrale), Belgio, Stati Uniti, Brasile, Sud Africa, Australia, Cina e India. Alcune delle fabbriche più piccole sono di proprietà congiunta. Il suo centro principale di distribuzione dei ricambi si trova a Gand, in Belgio. Il lato vendite, con i relativi uffici e rivenditori, è suddiviso in sette aree di vendita: America Latina, Nord America, Europa Nord, Europa Sud, Africa/Medio Oriente e Asia/Oceania.

## Carburante alternativo
Volvo si sta attualmente concentrando su carburanti alternativi come HVO, (Bio-)DME, GNL e metano.

## Modelli prodotti

### In produzione
- Volvo FL
- Volvo FE
- Volvo FM
- Volvo FMX
- Volvo FH[3]
- Volvo VN

### Fuori produzione
- Volvo LV4
- Volvo LV60-series
- Volvo LV66-series
- Volvo Longnose
- Volvo Sharpnose
- Volvo Roundnose
- Volvo L340
- Volvo Brage
- Volvo Viking
- Volvo Snabble
- Volvo Titan